# Шампанська масть

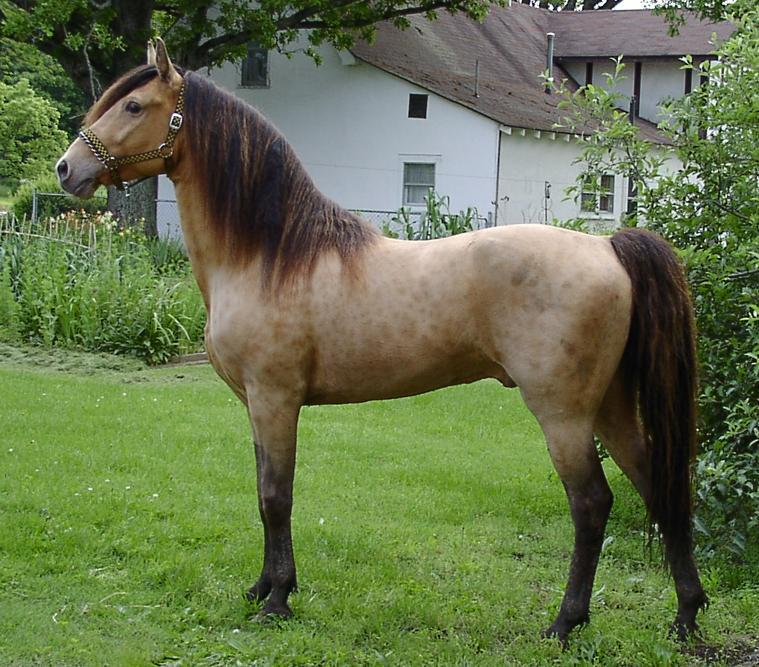
Шампанський кінь.

Шампа́нська масть — одна з похідних мастей коней, що виникла внаслідок генетично обумовленого явища амеланізму, часткової втрати або ослаблення пігменту коней. Лошата шампанської масті народжуються світлішими за рудих, гнідих та вороних лошат, жовтими чи молочно-кавовими на вигляд, з рожевою шкірою, світлим копитним рогом та ясно синіми очима, колір перерахованих областей помітно темнішає з віком.

## Опис

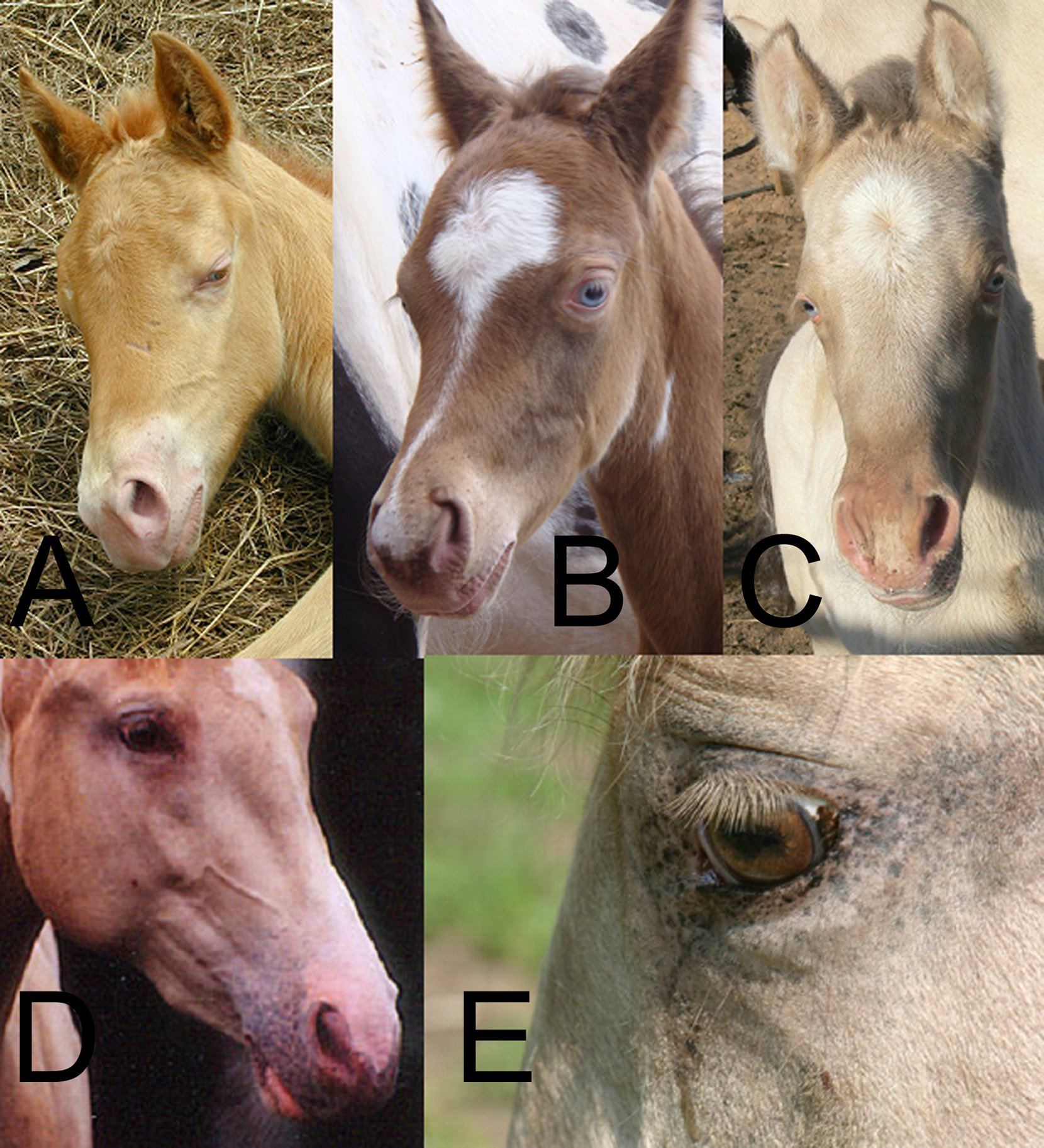
Ознаки шампанської масті у лошат (A-C), у дорослому віці (D,E)

Ця масть дуже нагадує кремовий тип мастей — булану, солову, ізабелову масті. Проте є суттєві відмінності в генетичному успадкуванні кольору шкіри та очей, лише для шампанської обов'язковою ознакою є зелений колір очей дорослих представників, в той час як в інших мастей кольори варіюють. Шампанська масть може поєднуватись з буланою, соловою та саврасою, що робить її ще світлішою в своєму прояві. Вона також візуально подібна з перлинною, проте головною і суттєвою відмінністю є походження: шампанські коні зустрічаються і виникли лише в Америці, перлинні ж мають піренейське або іспанське походження, різницю помітно і в генотипі таких коней.

### Головні ознаки
- Шкіра рожевого кольору при народженні, з віком темнішає, майже завжди помітне ластовиння шкіри, що притаманне цій масті. За ці численні темні цятки на рожевій шкірі шампанська і отримала свою назву, через подібність до бульбашок шампанського на тлі освітленої кольорової гами.
- Кольорова гама шерсті та волосся дуже варіює: від молочно-білого, кремового, бежевого, до кольору  золота, кольору кави з молоком, і до кольору темної кави на окремих ділянках тіла коня. Таке різноманіття кольорів пояснюється різним ступенем освітлення різних типів пігментів на тілі коня, — зазвичай рудого феомеланіну до жовтого та молочного; і зазвичай чорного чи коричневого меланіну до кавового та молочно-кавового відтінків.
- Часто помітні блиск шерсті та так звані обернені яблука - темні яблука на світлішому фоні, особливий яблучний візерунок на тулубі, що також можуть відповідати незвичайній назві цієї масті.
- Очі забарвлені у блакитний колір при народженні, з віком темнішають до зеленого кольору, відтінки варіюють від салатового до болотного, але обов'язково зеленого.

Приклади шампанської масті.
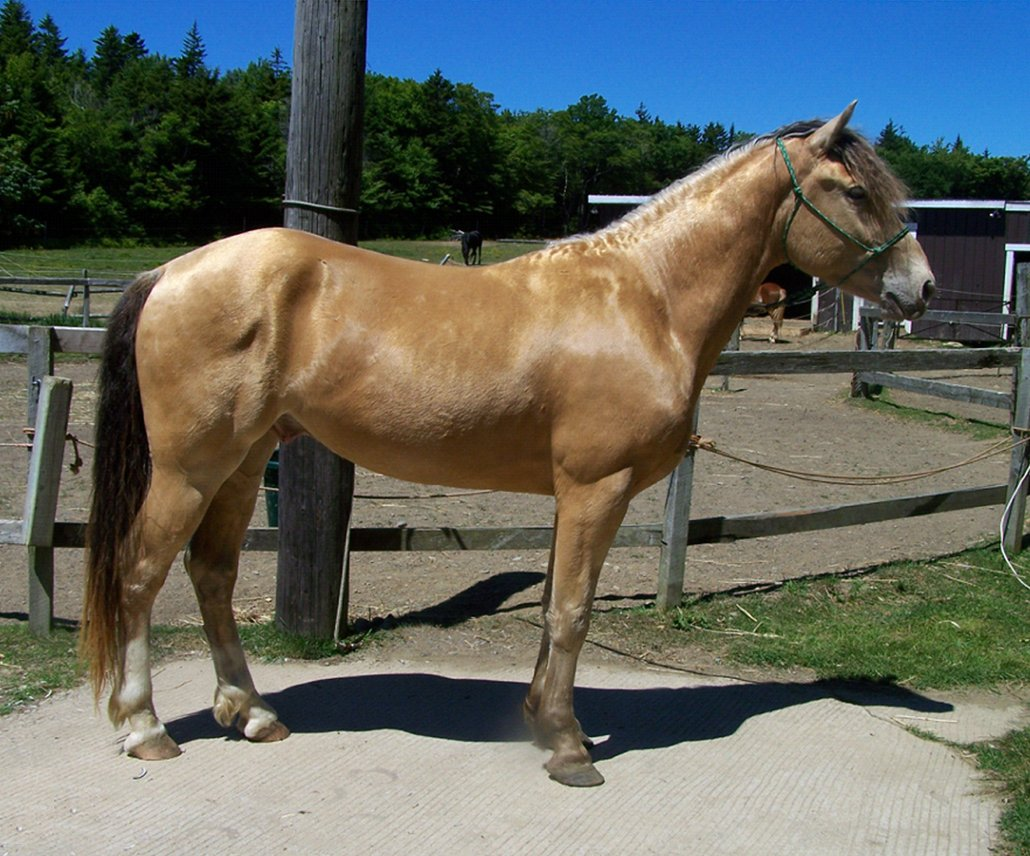
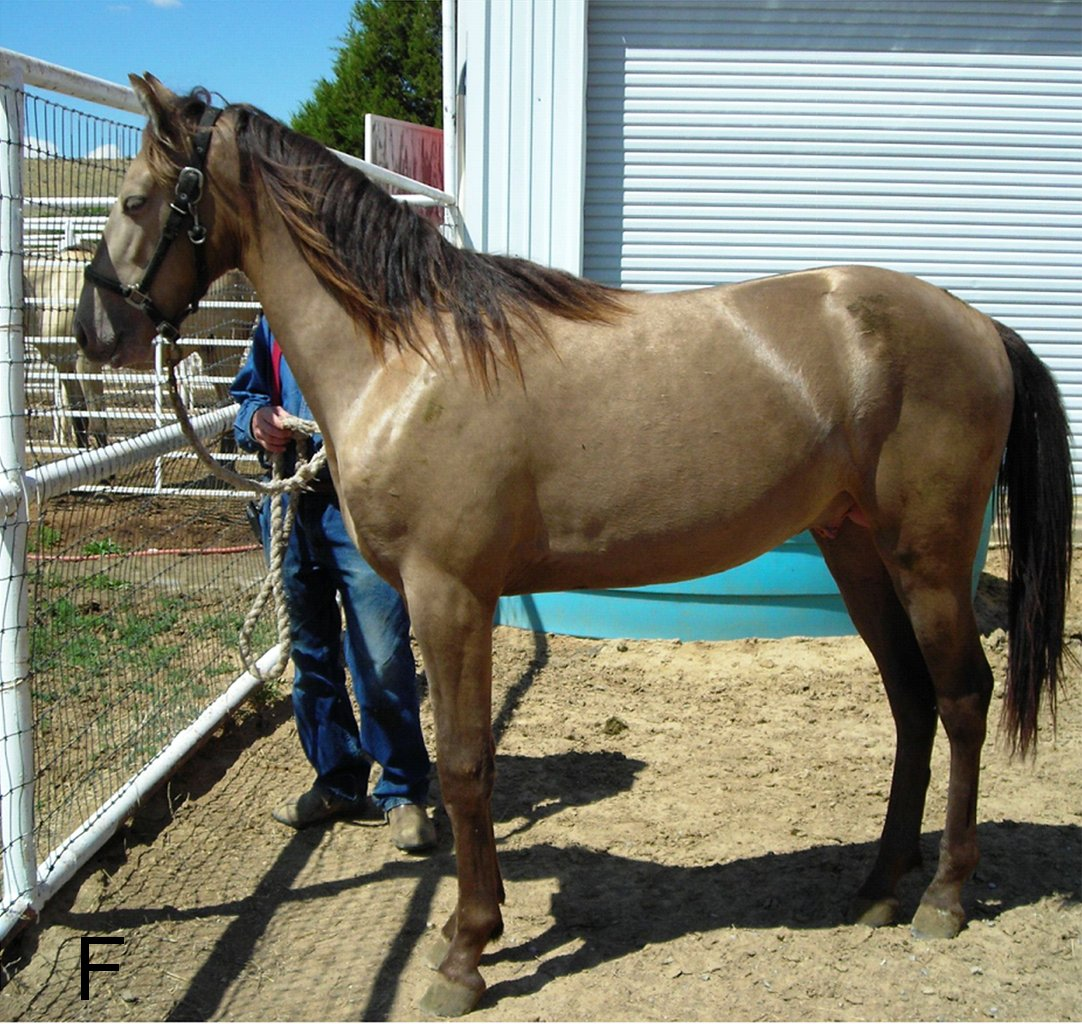
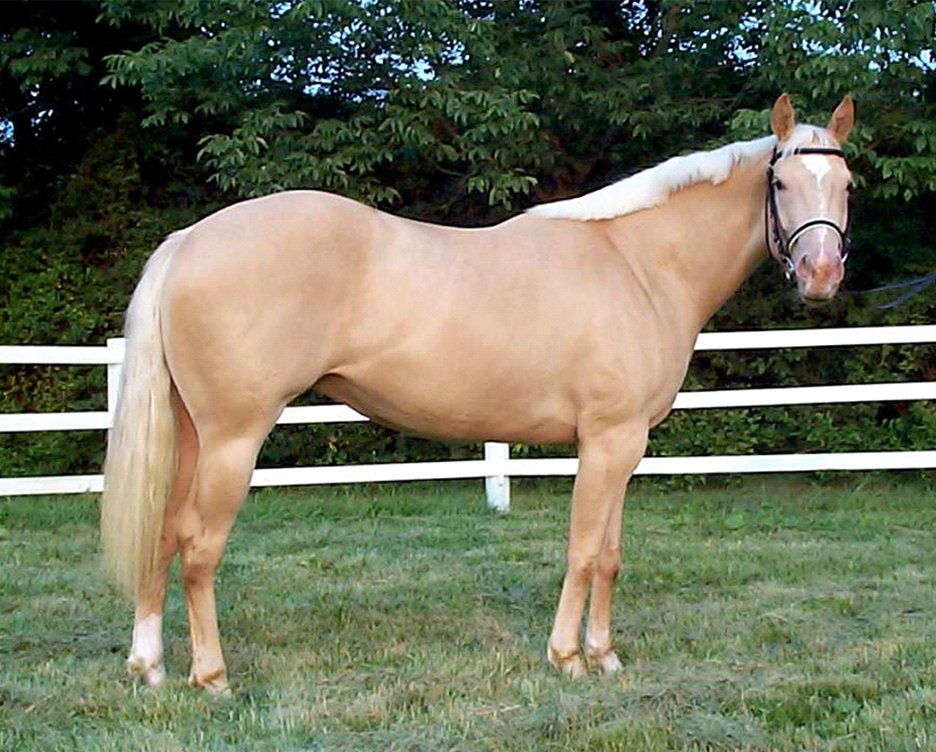
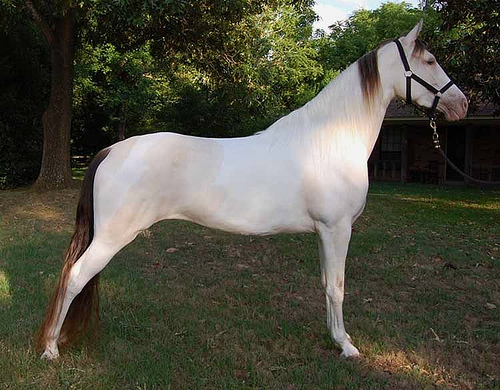
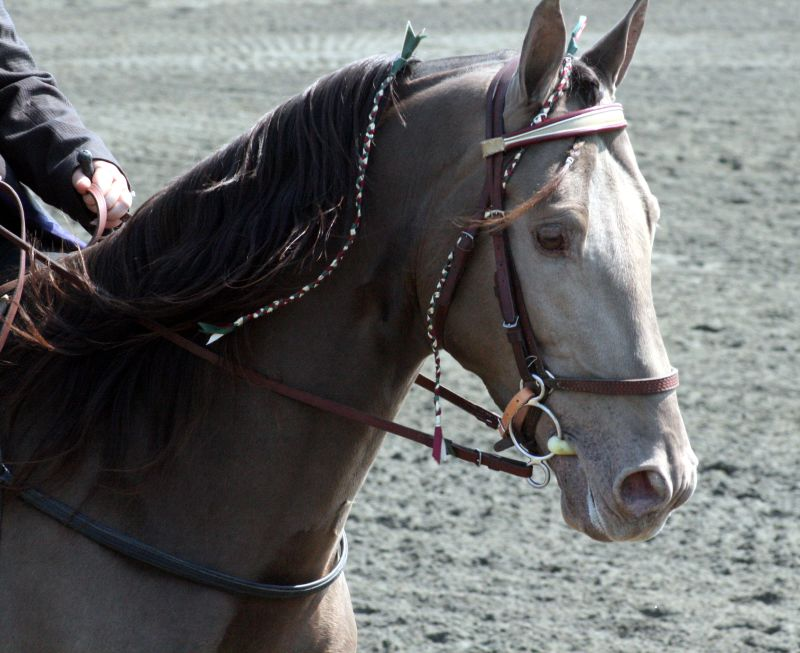
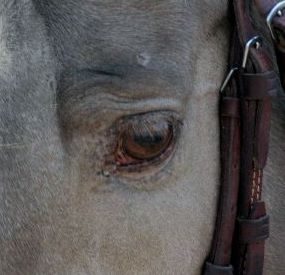
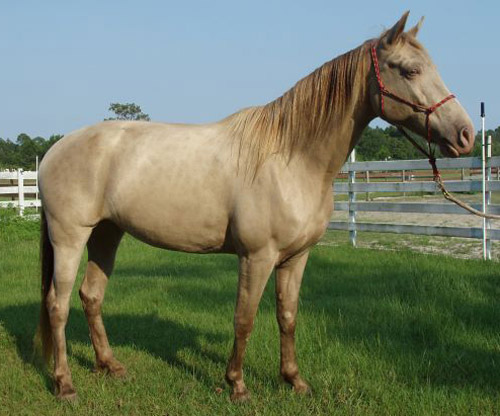
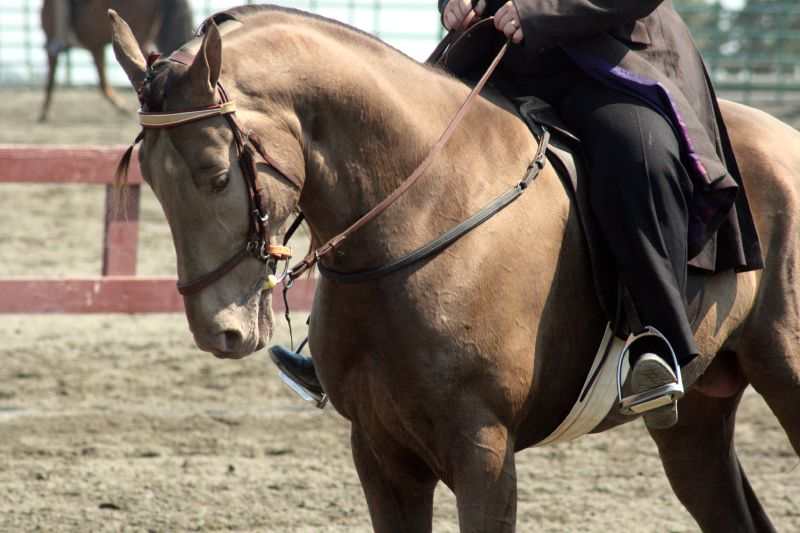

## Поширення
Шампанська масть може зустрітись виключно в породах американського походження. Це американський верховий або седлбред, американський кремовий, американський мініатюрний, американський пейнтхорс
, аппалуза, квотерхорс, місурійський фокстроттер, мустанг, теннессійський прогулянковий, а також арабські, фризькі та спортивні помісі з американським походженням і інші американські породи коней та поні.

## Генетика
Генотип шампанських коней визначений послідовністю SLC36A1 з назвою Champagne для відповідного гену у коней та домінантними алелями Ch, що успадковуються незалежно від таких генів як Cream (SLC36A2) та Dun (TBX3). Обидві комбінації (гетерозиготна та гомозиготна) спричинюють шампанську масть у коней. Оскільки жодного впливу на здоров'я шампанських коней не виявлено, можна стверджувати, що ген Champagne відповідає лише за особливості пігментації.

## Символізм
Шампанська масть доволі нова та ізольована на фоні інших мастей, тому про неї відомо мало в літературі та мистецтві.